# 胡春香
胡春香（越南语：／?，1772年—1822年），越南詩人，生於後黎朝末年，經歷西山朝，卒於阮朝初年。胡春香擅寫喃字詩，被譽為越南最偉大的詩人之一。她的詩在內容和思想上歷來引起不少爭議，越南歷代對她褒貶不一，卻在形式和藝術技巧上有驚人成就，而她的生平也是另一個具爭議性的話題。現代越南詩人春妙肯定了她對越南文學發展的貢獻，稱她為「喃字詩女王」。她的詩大多散佚，仅存五十首，收錄在《春香诗集》中，亦传诵一时。

## 生平

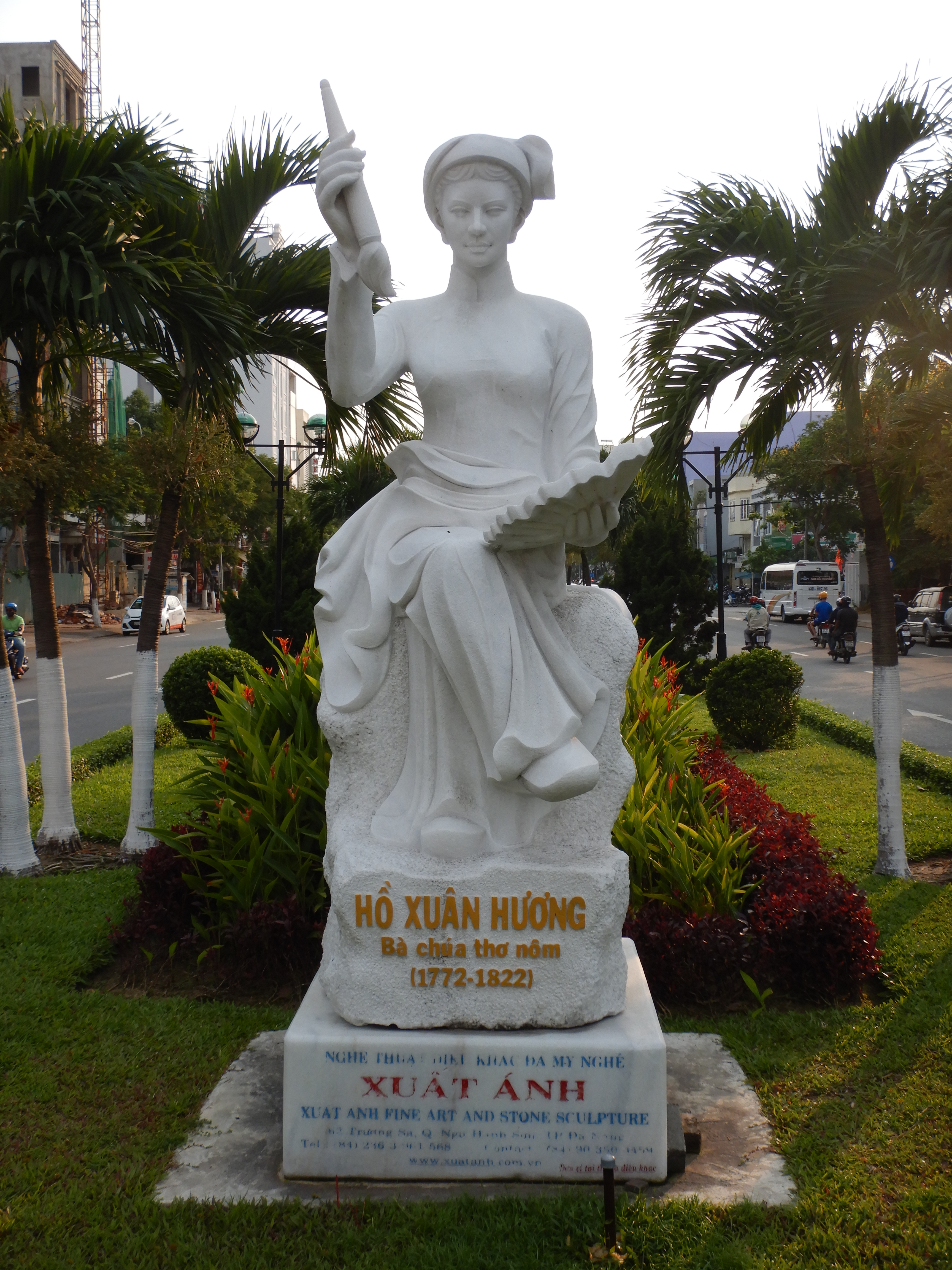
胡春香像

### 身世
由於缺乏史料記載，胡春香的生平有些不清楚之處，其生平事蹟多由其作品推斷而來。她祖籍乂安瓊瑠縣瓊堆村，在鄭主統治之時，出生於昇龍（今河內）看春坊的一個儒士之家，據《胡宗世譜》及《胡族宗次譜記》所載《胡宗世譜》：「丕演，生女春香於看春坊。」，胡春香為胡丕演（又名胡丕訓）之女，而越南學者胡俊粘亦稱胡丕玄（又名胡丕統）所編的《胡氏族譜》中亦有記載：「胡丕訓生徒，一名演，生女春香於看春坊。」然而有學者根據胡春香第二任丈夫陳福顯的史料，認為胡春香是於1818年（阮朝嘉隆十七年）被陳福顯納為妾，當時胡春香應未過五十歲，而胡丕演生於1703年，換言之在胡春香出生時，胡丕演已七十歲，因此認為胡春香並非胡丕演之女。對於此問題，胡春香著名研究者黃春瀚根據其他學者之研究描繪出族譜，證明胡春香為胡丕演之妾所生之女。

### 事蹟
胡春香出生時，胡家已經家道中落，她年幼喪父，家境清貧，由寡母撫養成人。但她從小聰明好學，並受到良好的教育，十三歲能詩。在成年後她大部分时间生活在升龙，居室命为“古月堂”，不但是她的書房和教书的地方，还是她与朋友诗歌唱酬之地。她當時交遊甚廣，與不少文人交往、題詠、唱和，這段時期她寫有不少漢詩，當中不少收錄於詩集《瑠香記》中，一些研究者從她的交往對象推斷她可能是當時的名藝妓。
由於沒有任何史料描述胡春香的樣貌，因此無法了解她是否屬於才貌雙全的美女，法國研究者毛利斯·杜朗就從她在《菠蘿蜜》一詩以外表不漂亮的菠蘿蜜自況來推斷她外貌並不吸引。而毛利斯·杜朗在1968年出版的《女詩人胡春香作品》（Works of Vietnamese poetess Hồ Xuân Hương）以及越南學者阮文亨在《胡春香：作品、身世、文才》中，均認為胡春香性飢渴，然而她曾兩度嫁人，並且與不少人酬唱，可見她本身也有一定的魅力。姑勿論如何，胡春香的愛情和婚姻並不幸福，她曾與著名文人阮攸、枚山甫、巽風氏（又名熏風）、協鎮官陳光靜、陳玉貫相戀，但因為種種原因未能和他們結為夫婦；她兩度嫁人為妾，且两度守寡。初嫁為縣官的側室，被正室虐待；縣官死後再嫁陳福顯，不久又喪夫。兩段婚姻饱嘗了艰辛，她的詩作《妾婦吟》正道出她的辛酸。
胡春香於阮朝嘉隆年間嫁陳福顯為妾，並隨丈夫到下龍灣生活。這時她的創作風格也有較大改變，其中流傳下來的有六首漢詩，題材均為寫下龍灣之景。據《大南實錄》記載，當陳福顯為安廣鎮參協時，被時人稱為才女的胡春香不但能文，還精於政事，常協助丈夫處理外事。嘉隆十七年（1818年，歲次戊寅），陳福顯被揭發私收民錢七百緡，遭監禁一年後，於嘉隆十八年（1819年，歲次己卯）被誅。
陳福顯死後，胡春香於昇龍西湖旁一間小屋度過餘生，期間偶有詩人探訪，她也在這時候重遇巽風氏，並請他為詩集《瑠香記》作序。這段時間她以教書為生，從她這時期的詩作亦可見她遊歷過越南北部一些地方。至於胡春香的卒年，越南研究者黎瑜在《國學叢書》的《女流》篇中，世，但此推斷未有根據。而詩人綿審在阮憲祖紹治二年（1842年）所寫的詩中提到胡春香已逝世，胡春香的卒年應不會晚於1842年。

## 作品特色

### 女性意識的表現
身為一個生活於儒家社會中的女性，胡春香的詩作有著明顯的女性意識和叛逆精神。在當時，越南女性地位比前代低落，「三從四德」和「七出之條」等父權社會對女性的要求緊緊束縛著當時的越南女性，胡春香因此對男性的絕對權威產生了疑問。她塑造的女性形象除了反叛外，還有建設性的自我定位，並讚美她們不同於傳統溫和、順從、擅操家務的優點，如閱世與才華這些傳統上屬於男性的優點，經常是胡春香詩作中讚美的女性所具備的特質。她作品中的女性生命意識由兩方面所構成：遠大志向為生命的價值，珍視生活為生命的內涵。她以詩篇對男性權威作出指控，在當時的越南社會可謂十分震撼。

#### 發掘不同於傳統的女性特質
胡春香能擺脫當時「女子無才便是德」的思想和對女性「廉恭溫順」之要求的束縛，表現出自己清狂張揚的個性，她和《和陳侯》一詩以激昂的語氣表達出自己的高情與志向，體現詩人對自己的期待和要求，知道自己的才華而沒有因為女性身分而自卑。她在《抒懷》一詩更具體地體現自己的志向。但在當時的社會環境下，她身為女性，即使志向遠大，仍然有不少無奈，擔心志願無法實現。她的詩有不少都體現她向傳統性別角色的挑戰，表現出試圖感知女性的人生與世界，表達出對女性的崇敬與仰慕，發掘出女性不同於傳統形象的真、善、美，彰顯了女性生命的價值，並且令生命的意義得到昇華。著名作家懷青說胡春香是“越南历史上第一个为女权而奋鬥的人”。

#### 闡析女性的心理活動

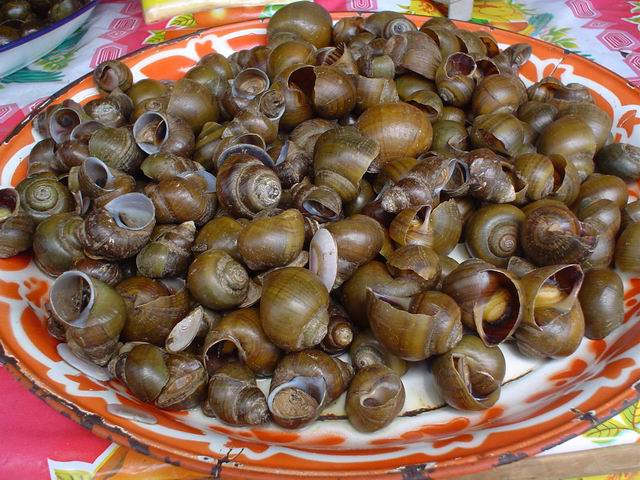
胡春香以餡螺比喻出處於劣勢中的女性，表現出反抗男性的輕視

此外，胡詩在反思和剖析女性的處境時，還對女性心理活動作出細緻的闡析。其中包括女性面對愛情的心理狀況以及對浪漫愛情的嚮往和期待，《抒懷》一詩就以情景交融的手法，描繪出一個女子所感受到離情的淒涼和對愛情的渴望。她在《請檳榔》一詩中更以直白的口吻要求對方以真摯的態度對待愛情，而《菠蘿蜜》和《餡螺》則通過意象，隱喻女性希望得到愛人的重視和珍惜，拒絕被男性漠視和戲弄。《琉香記》中的詩則表現出女性感性， 與情人酬唱的詩表達出她對愛情的期待，體現她對愛情的忠貞，《誓曰有感》更描繪出女性對長久愛情的期望。《寓意巽風寄二首》還體現了女性面對愛情時保持自尊、自信，慎重地選擇伴侶；《和巽風原韻》則表達出一旦找到理想對象則願意付出所有的心態。
由於當時現實中男女不平等的關係，女性往往難以得到美滿的愛情，浪漫過後經常是失望和痛苦，胡詩亦描繪了女性對愛情既期待又恐懼的矛盾心理，如《春庭蘭調》一詩描繪女性對情人思念以及對愛情徬徨交叉心情，《自嘆》則以隱憂的口吻訴說女性因不幸愛情產生的失落感。她在詩中表達出渴望得到平等的對待和發展的婚姻觀，抗議傳統婚姻中夫妻不平等的地位，並把女性從傳統對婚姻被動接受和犧牲服從的角色，轉移到主動要求對方的尊重和珍惜。如她寫給第二任丈夫陳福顯的《白滕江贈別》就表達出她希望丈夫以「惜月」、「護花」的態度對待自己。《妾婦吟》一詩更對當時父權社會對女性的壓迫和一夫多妻給女性的痛苦作出強烈控訴。
胡詩亦擅用意象表達出女性身分和心理，如以「朱粉」、「浮萍」暗喻自己的身分與命運，而《湯圓》、《菠蘿蜜》、《餡螺》、《詠扇》等詠物詩所詠之物都是隱喻女性的身體與生命，這些詩所表現的女性形象亦與傳統的美麗、溫柔、順從不同，也不是讚美女性的外在美，而是表現女性的內在美，如《湯圓》一詩是表現出女性在被操縱下仍然保持內心的忠貞；《菠蘿蜜》、《餡螺》則表現出處於劣勢中女性勇敢地反抗男性的輕視和堅持對自己生命的追求。

#### 讓女性收回對女體和性愛的發言權
從胡春香的作品中，可以看出她常會反思及批判父權社會原有觀念，讓女性收回對女體和性愛的發言權。如《晝寢少女》、《詠扇》、《三疊坡》分別藉寫少女、扇子、山坡，以男性敘述語言模仿男性描繪女體，反對男性把女性視為情慾對象，並以大膽的口吻、絕妙的語言來諷刺與奚落男性把女性物化的心態和嘲弄父權社會的權威。《題素女畫像》一詩更進一步針對女性被「物化」的現象所產生的感觸，諷刺男性對女性心靈的忽略。《婦女身分》一詩則把女體成為母性與創造者的崇高象徵，並肯定了女性在家庭中的重要性。

### 鬥爭性強且辛辣的諷刺
胡春香的詩大膽潑辣，一些學者認為這與她的身世和所處的時代有關。胡春香才华横溢，人生際遇卻波折頻仍，她早年家貧，之後的愛情與婚姻又不幸，多年來备遭凌辱和欺压的地位使她痛苦不堪、悔恨万分，也激起她的反抗和不满。此外，她生活在越南社会最动乱的年代，耳闻目睹當時社会上所发生的一切；西山起义成功后，阮惠在多方面进行了大胆的改革，使一种新的思潮大为活跃起来。

#### 辛辣的筆觸去諷刺封建制度
胡春香置身於新思潮當中，痛苦的生活经历和不公平的待遇并没有压倒她，反而砥砺了她的鬥志，就把笔锋对準封建统治者，用自己犀利辛辣的笔触揭露封建旧礼教对妇女感情和人性的压抑，敢于大胆揭露封建婚姻制度的丑恶和伪善，对封建礼教和封建迷信进行鞭挞。她追求放肆的情愛以及生活享受，衝破傳統的禁慾主義，追求婚戀自由以衝破封建的門第觀念。寫出令越南人民有所共鳴的詩篇。
她常用辛辣的語言、大膽的言性詩句諷刺一些道貌岸然的偽君子和封建衛道之士，揭露他們的醜態，有人認為她是越南諷刺詩的創始者。尤其是喃字詩，常以諷刺手法下筆，例如《香跡洞》、《淫僧》等詩是描寫越南佛地香跡寺的僧人，指他們表面是慈悲為懷的活聖人，滿口四大皆空，背地裡卻幹著傷風敗俗的勾當，不但諷刺、嘲弄了僧人的虛偽，還抨擊了封建迷信思想。而《三疊坡》、《詠扇》、《晝寢少女》等詩則是模仿男性描寫女體的語言，以反諷的手法、調侃的語調、暗喻女體的意象來嘲弄父權社會的權威，奚落男性對女性的「性物化」現象。《題素女畫像》則是託物諷刺，藉描寫素女畫諷刺父權社會對女性外貌的成見和對女性心靈的忽略。
由于她的诗击中了那些伪君子的要害，所以封建统治阶级以及士大夫便用一切流言蜚语诽谤她、攻击她。然而，广大群众对她的诗却喜爱备至，並廣泛傳誦，流傳至今。她的諷刺詩成了越南後世讽刺诗的楷模，近代著名诗人秀昌（陈济昌）、现代著名诗人秀肥（胡仲孝）都繼承了她的風格”。

### 語言藝術技巧
胡春香袭用要求苛刻的七律格律寫詩，語言凝炼，格律严谨，对仗工整，读起来令人感到痛快淋漓，卻又丝毫感觉不到任何格律上的束缚，且善于从民间俗语中撷取精华，沒有任何艰涩隐晦的词语，读来平淡上口，而又不失审美情趣，极大地丰富了民族诗歌的语言。

#### 從民間俗語擷取精華
胡春香的作品常會从民间俗语中撷取精华，极大地丰富了民族诗歌的语言，如《妾婦吟》一詩第五六句就巧妙地把越南諺語「有甜頭不怕吃苦頭」擴展，表達出為人妾者吃了苦頭卻沒甜頭的悲慘命運。而《無夫懷子》最後一句則是從越南民間俗語「有夫懷子世间常事，无夫而孕方能生巧」點化而來的。

#### 拆字謎手法
胡詩用字的另一個特點是经常运用汉字「拆字謎」的手法，使其诗读来妙趣横生，具有浓厚的调侃、嘲讽的风格。例如她的《无夫懷子》诗第三句說“天”字未曾见冒头，就是尚未成「夫」；第四句「柳」字在越语中与「了」字同音，「了」生横枝就是「子」字，意即尚未结成夫妻就有了孩子。

#### 雙關語的運用
此外，雙關語的運用也是胡詩的特色之一，無論是寫人還是詠物，以至寫山水風光、寺廟僧侶、生產勞作、民族風情等，都潛在著多層意義，尤其是詠物詩，常會令人聯想到性行為和女性身體。《詠扇》、《盪鞦韆》、《菠蘿蜜》、《餡螺》、《三疊坡》等詩都有猜謎性質，再現了陰陽、雌雄交合和女性生殖器的特點，其中《菠蘿蜜》以菠蘿蜜外皮有粗瘤狀突起，表皮被磨損會流出白漿的特點，以這種水果的自然屬性隱喻女性生殖器的自然屬性。《三疊坡》則藉描寫山坡隱喻性行為。這類詩中所隱藏的第二層意思往往具有諷刺和反叛的意味，不為傳統儒家所容，而女性主義文學批評的角度則認為她是以雙關語來「講真理，但以傾斜的方式來講」，也是女性作家從父權社會中奪回「不正統」問題發言權的唯一方式。

### 濃郁的鄉土氣息與民間色彩

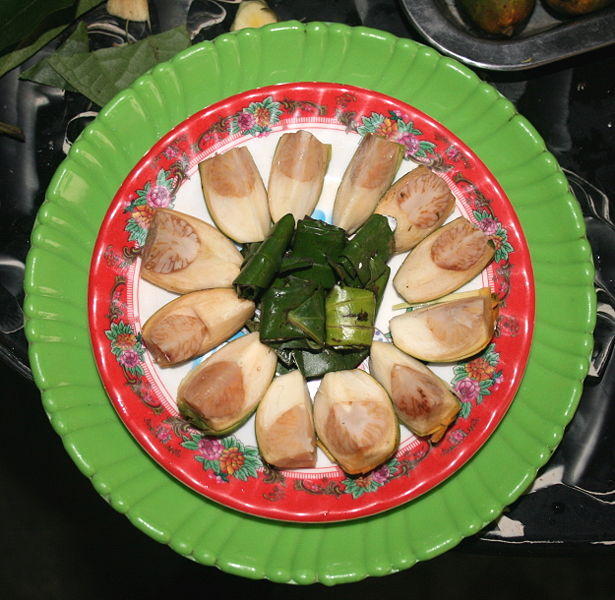
《請檳榔》一詩表現越南以檳榔配蔞葉的傳統

胡春香的詩有著濃郁的鄉土氣息和強烈的民間色彩，越南人談及她的詩時常會稱讚她的詩「非常越南」，這不但因為她以越南本土的文字喃字作詩，代表了越南民間的話語。即使是漢文詩，字裡行間仍然有著濃厚的越南民族色彩。

#### 以越南民間習俗和日常生活作題材
《請檳榔》、《菠蘿蜜》、《餡螺》、《湯圓》等都是以越南民間傳統食品為題材。《請檳榔》一詩表現了檳榔在當地的食用方法和蘊含的意義，越南人會用檳榔配以塗上蚌殼的灰及蔞葉一同咀嚼，在詩中也有描寫這種食用方法。檳榔因為有紅色汁液，被越南人視為骨肉至親、愛情婚姻的象徵，而「檳榔與蔞葉」的民間故事又最能體現這種象徵，越南傳統習俗是青年男女互相傾慕時會請檳榔來傳情達意，因此有句俗語「嚼檳榔是故事的開端」。胡春香藉描寫請檳榔表達對愛情的期望，表現得親切自然，富有道地生活情趣。
菠蘿蜜、餡螺（田螺）、湯圓是當地民間常見的食品，胡春香以這些日常生活常見的客觀事物融入自己的人格情趣後，變成詩人表達情愛觀、性愛觀的意象。她抓住事物的特性，寫出具有深刻寓意的詩篇，以奇特的想像構思，表現出獨特的民間風情。其中《湯圓》、《餡螺》都具有寫實風格，前者抓住湯圓圓實、白而軟的特點，寫出代表對愛情忠貞的女性心聲，哀怨動人；後者寫餡螺生活在潮濕的雜草叢中，吃時要剝蓋取出螺肉，詩人抓住餡螺的生長環境和食用方法，抒寫出女性處於弱勢的環境以及渴望被珍惜、不欲被玩弄的心聲。

#### 描繪越南景觀來抒情

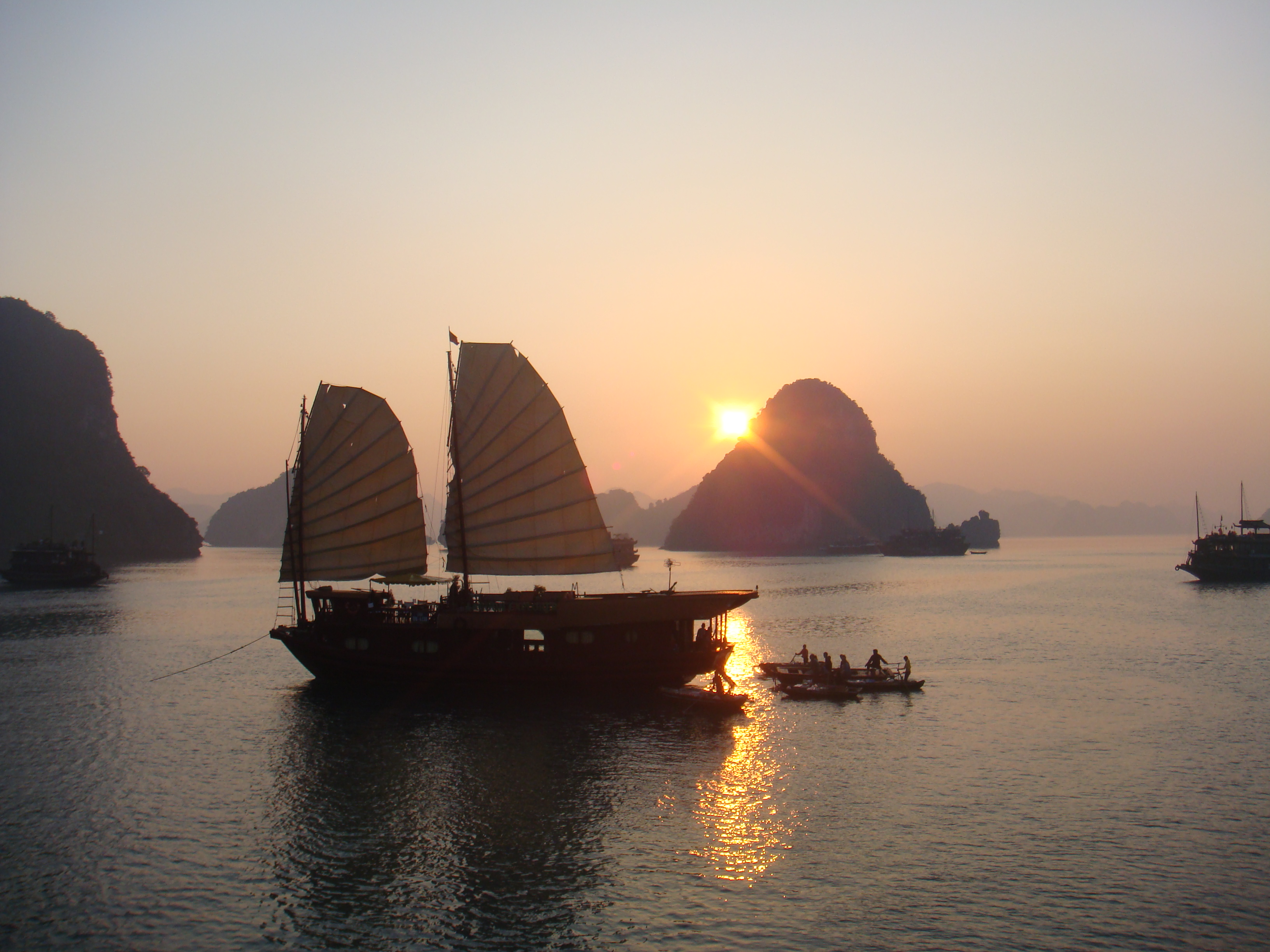
《水雲鄉》一詩描繪了下龍灣朝暮不同的景色

胡春香一些寫景的詩也表現出當地獨有的風光，藉景抒情來表達詩人對祖國的喜愛。例如五首寫下龍灣的詩，雖然以漢文寫作，卻展現下龍灣獨特的山光水色。其中《水雲鄉》第五、六句分別寫下龍灣黃昏雨後天邊峰巒的嶙峋突兀與迷茫清晨霧影消散的情景，把下龍灣朝暮不同時間的景色自然、和諧地組合在一起，使讀者感受到一種完整的美的感受。《海屋籌》描寫下龍灣不同角度的景物，最後兩句還抒發了詩人對國家的熱愛，表達出真切的民族自豪感。喃詩《香積洞》則描寫越南佛教遺址香積洞內外的奇特天然美景，讚歎大自然的鬼斧神工。

#### 體現當地市民文化的情趣
胡詩的內容亦具有市民思想意識，體現市民文化的情趣，表現了大量市民娛樂和遊戲生活，如猜謎、對歌等，例子有《盪鞦韆》、《水井》等詩，反映了越南人民的生活品味，也刺激了讀者的審美情感。由於胡詩有著對後黎朝末年至阮朝初年越南社會現實生活的精細描寫，運用越南傳統語言入詩恰到好處，對越族民間生殖崇拜文化準確表達，使作品能反映越族人民族特色和當時的時代風貌特徵，具有一種獨特性，這是由於詩人能準確把握越族的文化特點、文化習俗和審美鑑賞習慣，使她的詩篇充滿民族色彩。春耀也說她的詩是「最越南化、最民族化」的。

### 兩性關係和女體的描寫
胡春香作品中有不少關於於兩性關係的意象，一些寫景和詠物的詩往往有著對性行為和女體的描寫，具有情色意味，亦有些是含蓄地表現兩性的情愛或交流互動。如《夫妻石》把越南清化的名勝公母石描繪成一對多情的夫妻石，帶有浪漫色彩和詼諧意味，詩人把公母石比作恩愛纏綿、仍在熱戀當中的老夫老妻，抒發了她對天長地久理想愛情的嚮往，最後兩句亦表達出自己對年輕人追求愛情的理解與同情。《三疊坡》則是藉描繪秀麗的三疊坡景觀，以帶有性暗示的寫景和描寫爬坡的「賢人君子」來諷刺和奚落男性把女性當作性玩物。 

#### 以意象來象徵女體與性行為

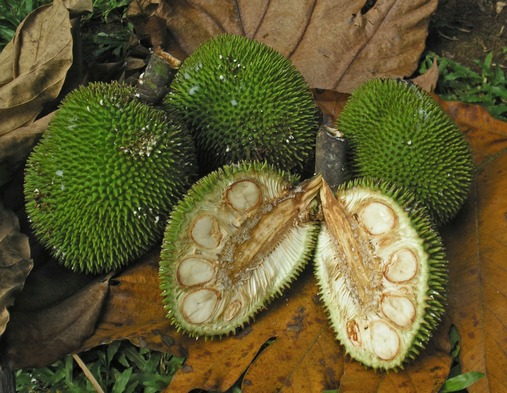
胡春香以菠蘿蜜象徵女體，表達女性渴望受到重視和珍惜的心聲

她的詩常以意象來象徵女體和性行為，亦即前述的「雙關語」，如以「空谷」、「洞」象徵女性生殖器官，《詠扇》、《空谷》、《盪鞦韆》等詩都藉這些意象，加上末兩句的陳述聲音，以描寫性愛來表達女性在兩性關係中被忽略的處境以及渴望被關心、理解的心聲。除此之外，一些描寫性行為或女體的詩則具有諷刺或批判意味，如《詠扇》是藉性暗示來諷刺男性把女性物化的行為，《破鼓吟》則藉破鼓的自述控訴性放縱的丈夫對妻子身心的摧殘，末聯是女性受性虐的哀嘆，表達出女性所受的折磨和忽視。當中有些更是模仿男性的語言描繪女體，藉此批評男性對女體的成見，如《晝寢少女》、《題素女畫像》等。亦有一些是藉寫景來象徵女體或兩性關係《餡螺》、《菠蘿蜜》則把餡螺和菠蘿蜜與女體相似的自然屬性連繫起來，表達出女性的處境和希望受到珍惜、重視之情。這種帶著性別意識去看事物，並站在女性的位置寫作的手法，使胡春香成為越南文學史上第一位最早自覺進行性別化創作的作家。

#### 以雙關手法作性描寫的言性詩
由於在父權體制下的封建社會中，性描寫是一種禁忌，女性更不能涉足，因此胡春香以雙關手法來描寫性，不少都含有深層的含意，並隱現她對父權社會的一種反叛，接近當代女性主義提出的「挑釁情色主義」（defiant eroticism），也是對女性個體生存的觀照，也是對女性軀體感受、慾望、歡愉的描繪，與後現代女性主義寫作當中的軀體寫作相似。這是一種異於同時代且超前的方式。她的《破鼓吟》、《實女》、《無夫而孕》、《妾婦吟》等詩都是以感性的內容衝擊和顛覆男性話語，讓生活於性暴力、多妻制下以及不育的婦女對性的體認，表達出女性要求得到應有的享受性快感和生育自由的權利。
這一特點遭到古代正統文學史的批評與排斥，稱她的詩為「淫詩」並加以貶抑，但近代一些學者則以其他角度深入了解此特徵，如阮文亨在《胡春香：作品、身世、文才》採用佛洛伊德精神分析學的壓抑—爆發說來闡述自己認為胡春香的言性詩是她在性愛方面不滿足的結果這一觀點，並推論胡春香是一個極度性飢渴的女子，而杜萊翠的《胡春香：繁殖的懷念》亦以精神分析來說明詩人的性描寫是對生殖崇拜傳統的懷念。除此之外，女性心理常受到社會為其制定的角色、地位，以及與男性不同的生活經驗影響，而胡春香身處的傳統社會，女性所遭受的約束和不平等待遇往往引起她們的反抗心理。
胡春香的言性詩不但表達了她對父權社會的控訴，還充滿了生殖崇拜的色彩，表現出對生命的維護和尊重，不但構成和體現了生命的意識，還表達出詩人對美與愛的渴望和對生活歡樂的執著追求，亦是對生命誕生及其生理特性，以及兩性關係的理解。

### 漢文化與越南本土文化的結合
胡春香的詩雖然帶有明顯的民族色彩，但她的詩無論在形式還是內容上都受到漢文化影響。

#### 採漢語格律詩的形式以字喃寫詩
她所擅長的字喃律詩（又稱國音詩、韓律詩）就是以漢文化的格律詩的格律，配上越南本土特有、以漢字為基礎的文字字喃寫成，也是以漢文學的古雅形式包裝越南民間的通俗內容。胡春香的字喃律詩達到成熟階段，並且使字喃詩的發展達到頂峰。而字喃律詩格律甚嚴，必須通曉漢文才能寫作，胡春香的漢文化功底不言自明。

#### 運用中國典故寫越南的人事物

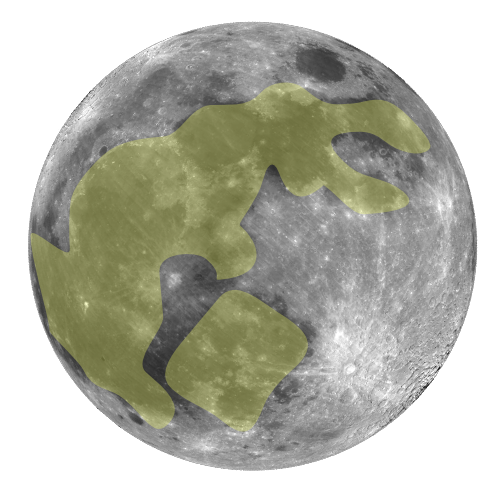
《問月》借用到中國神話中玉兔的典故

題材方面，胡詩也深受漢文化影響。胡春香寫詩經常藉古用典，這些典故有不少是來自中國的神話、傳說、歷史故事等。在《胡春香漢喃傳誦詩選中》，字喃詩部分40首當中有8處用典，《琉香記》部分有17處，而題下龍灣的五首漢詩更有23處借取中國典故。她的兩首題為《問月》的漢詩都有用到中國傳說所述月中有嫦娥、玉兔、桂樹等典故。《與山南上協鎮官陳侯唱和十首》（其一）則用了司馬相如以《鳳求凰》琴挑卓文君、蔡琰流落匈奴後歸漢寫《胡笳十八拍》、唐傳奇《離魂記》與據此改編的元雜劇《倩女離魂》的典故。她還在多首詩用到陶淵明《桃花源記》的「桃源」典故，包括《晝寢少女》、《寄山南上鎮協陳侯二首》、《棹歌聲》等，而《詠菊花》一詩還直接提及陶淵明，表達她對陶淵明高潔人格的賞識。描寫下龍灣的五首漢詩則用了《莊子》的「涉海鑿河」和「負舟藏壑」、中國神話中的水神馮夷、中國宋朝書法家米芾、高士王冕（字元章）的典故。從這些用典的例子，詩人可以含蓄地表達感情和寄託，詩篇亦顯得高雅清麗，也反映出她對中國古代文化和文學的諳熟。

#### 從中國通俗小說中擷取題材
由於字喃文學是平民文學，不少字喃文學作者都從中國通俗小說中故事情節寫成喃字小說。胡春香則從縱談閨幃床笫的明代通俗小說中擷取題材，作出大膽嘗試與創新，寫成不少言性詩，這些詩在兩性關係的關注視角方面與中國明代作家的豔情作品不謀而合，亦令人隱約覺察到中國俗文學對越南文學、文化影響的痕跡。而胡春香把中國文人歷來奉為高雅的格律詩「俗」化，用大量的暗語、隱喻來表達男歡女愛內容，也把原來屬於中國高雅文化的格律詩與越南平民文化結合。

#### 受中國傳統儒釋道思想影響

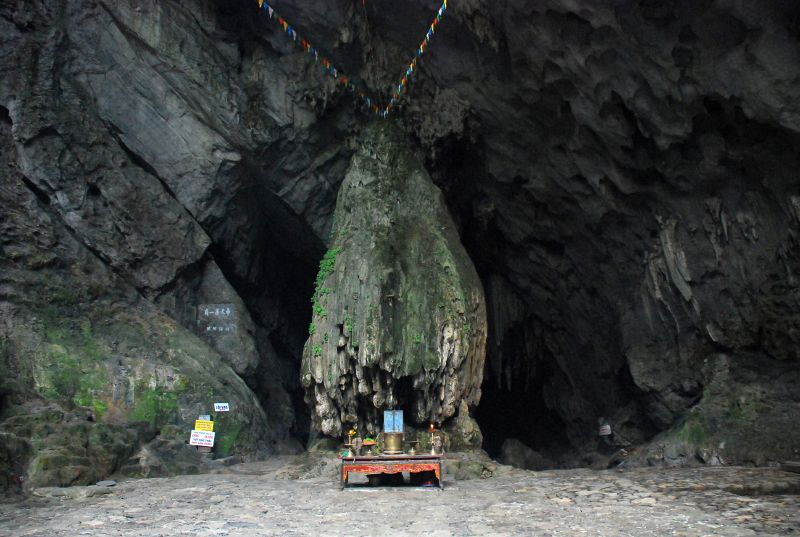
《香積洞》一詩藉描寫香積洞來諷刺的同時，也表達了對佛教的崇敬

除了常用中國典故外，胡詩的思想內容方面也受到中國傳統的儒（儒家思想）、釋（漢傳佛教）、道（道家及道教）宗教與哲學以及「三教合一」、「三教同源」特點所影響，在作品中把儒、釋、道思想交融，既受到漢文化的薰陶，也秉承了越南傳統文化精神。
與儒家思想相關的內容
自儒學從中國傳入後，經過廣泛傳播、潛移默化，儒學成為越南傳統思想文化的重要組成部分。胡春香生活的年代是越南的儒學走向衰微、批判傳統的動盪時代，她面對儒學的態度也是複雜的。她贊成儒家的積極入世、經世致用，如《抒懷》一詩就抒寫出自己希望施展才華為國效力的高遠抱負，《詠閑居》表達出對民間疾苦的無限關切。這些詩都有著關心現世、憂國憂民的儒家精神。即使是情詩也不忘言志，如《熏風得夢志與我看因述吟并記》除了訴說柔情蜜意之外，還勸對方要以國家利益為重，可見胡春香除了重視愛情，還關心國家興衰和人民疾苦，與儒家以詩來「緣情以言志」的思想相通。
與佛教相關的內容
漢傳佛教在胡春香身處的時代是不少越南人的精神寄託，胡詩中流露的佛教思想鮮明地反映時人的精神和心理特點。描寫佛教遺址的《香積洞》一詩雖有諷刺意味，但亦有表達對佛教的敬畏和讚美，她先描繪香積洞內外的天然美景，引起讀者對宗教神秘的嚮往；再揭示出主題，描寫香積洞有不少香客前往參拜，表現出詩人敬佛之情。《師父寺聖化寺洞》是表達虔誠的信徒為朝拜高僧、為得道而不畏艱苦。除了讚美外，胡春香的詩也反映了當時佛教的一些情況。在黎末阮初，佛教在越南發展停滯不前，一些僧侶並非真心求道而修行，草率入佛門、半途而廢的亦大有人在。《香積洞》和《淫僧》也就對這些問題作出了尖刻的諷刺。雖然如此，民間仍然保留源自中國、到佛教聖地上香禮拜的習俗，這是因為動盪之世，人們尋求精神寄託，另一方面卻又因為廟宇的凋蔽和當地的民俗而將原來的儀式簡化。因此胡詩也反映了當時統治者抑佛而民間崇佛的現象，以及漢傳佛教在越南的發展和變化。
胡詩也體現中國禪宗的思想，並把禪意融攝在一些本土題材中。如漢詩《棹歌聲》就通過描述下龍灣的自然風光去流露空寂的禪佛之趣。詩人陶醉在美景中，詩的畫面也隨著詩人的心境從現實轉為虛幻，從而悟到詩境，「覺」字點明詩人把心中所悟化為詩，為詩賦予禪意，並把詩從一般寫景山水詩提升到「理趣」的高度和成熟的藝術境界。喃詩《遊看春庭》中，詩人從寫景，再感悟到世事滄桑變化，沒甚麼亙古不變的事物，最終進入無我之境，妙悟到「空即有」、「心中即佛」。詩人通過欣賞和體察自然景象，淋漓盡致地表達出禪的博大宏深，以及由此引發對人生和生命追求的終極感悟，令詩篇托意高遠，表現出一種領悟佛性禪宗的靈性。
與道家或道教相關的內容
胡春香多首寫景山水詩中都透露出她傾心於逍遙自在、聽其自然的道家思想。喃詩《慶館》藉描寫地處高遠寂寥、景色清幽宜人的慶館，抒寫出詩人融入其中盡情觀賞風鷂飄颻的歡趣，盡顯超然物外、回歸自然、逍遙自在的道家情懷。而《遊西湖憶友人》則在寫越南西湖景色如詩人思念友人之情那樣沒有改變，惜別的詩句中字裡行間隱約流露出青煙飄颻的道家氛圍。
由道家思想結合原始巫術所形成的道教也影響詩人的創作，道教的神仙崇拜和神仙傳說都為詩人帶來靈感，如題下龍灣的《渡華封》一詩就描繪了下龍灣日暮時色彩繽紛、形態萬千、統一和諧、生機勃勃的美景令詩人聯想到神話傳說中的仙洞和水晶宮，帶有道教求道尋仙的意味。另一首題下龍灣的詩《水雲鄉》更同時顯現詩人受道家和道教思想影響，詩人面對下龍灣的山光水色，特別是有如蜂房的的山底石洞時，就聯想到道家經典《莊子》中「涉海鑿河」的典故與痴狂的米芾，並嗤笑他流於世俗、追求名利的行為；而她看到漁人背負舟楫藏於山壑的情景則勾起對「當世大略」、不慕功名、甘於歸隱的高士王冕的追思和敬仰。下龍灣的朝暮都令詩人陶醉，結尾通過描述打漁郎獨自泛舟尋找仙鄉表達自己隱居山野、獨自修身養性的願望。全詩把現實景物和傳說仙境結合起來描寫，有一種飄逸的風格，亦與道家精神相通。
三教合一的內容

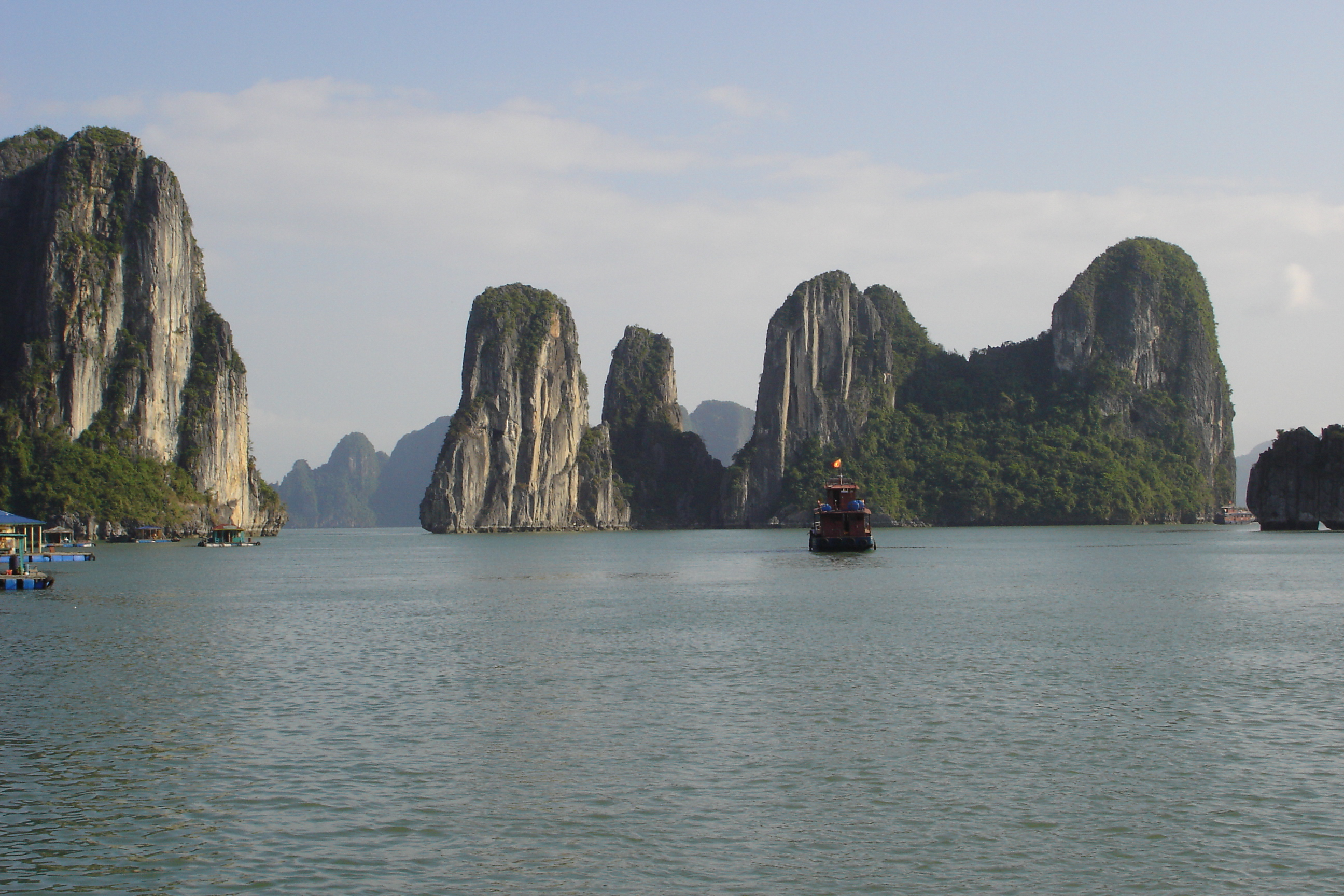
描繪下龍灣嶙峋怪石的《眼放青》結合了儒、釋、道三教的思想

除了在不同詩篇分別表現儒、釋、道思想，反映當時三教融合的現象外，深受漢文化影響並且秉承本國文化精神的胡春香一些詩還同時融合了儒、釋、道三教的精神，且表達了三教歸儒的觀念。如題下龍灣五首中的《眼放青》中，詩人由所見的嶙峋怪石聯想到科舉三甲人物和他們寫下的不朽華章，又通過五丁力士的形象表達對神力的讚嘆和敬仰，接著又聯想到高僧談經。「三甲」、「神力」、「高僧」分別是代表文治武齊的儒家思想、信奉神力的道教思想、普渡眾生的佛教思想之意象，詩人把這些意象融為一體，達到「三教歸儒」的深邃內涵和高遠境界。而胡春香入世從儒、出世從佛道的觀念，也令作品剛柔並濟，也是浪漫主義和現實主義藝術審美傾向的巧妙結合。

## 評價
胡春香的詩屬於較為多層次、多含義的作品，在不同時代、不同性別、不同生活經驗的人當中常會有不同的評價，甚至同一人在成長不同時期也會有不同的解讀。除了反對封建禮教的時代精神外，平民化色彩和维护女权的意识也是她的詩主要的特色，這些特色历来被人们充分肯定和高度评价。如把胡春香詩翻譯成英文並編成詩集《春華》（Spring Essence）的美國詩人約翰·巴拉班（John Balaban）表示：「胡春香在自己的时代是一个重要的人物，今天也许依然是拥有最广泛读者群的诗人。这不仅仅因为她融合了高雅文学的传统和早期的街头语言，她的诗文中还蕴藏了女权主义等当下生活的主题。」但另一方面，由於她的詩常涉及性愛描寫，也引來不少批評，尤其是正統儒家文學所不容。正因如此，從古到今胡詩一直引起不少爭論和批判，由1960年代至今，越南文學家對她的評價一直爭論不絕，被稱為「胡春香現象」。

### 對性愛題材的正面與反面評價
由於胡春香的詩顛覆了父權社會的傳統觀念，挑戰了傳統社會的禁忌，又涉及不少性愛題材，大膽表現出自己有追求性愛與情慾的權利而毫不感到羞恥，封建統治者就把她的詩批評為「淫」、「俗」，並且認為她是越南文學上的污點，也玷污了他們理想中的越南女性形象，把她的作品排斥在越南正統文學之外。直至現在，一位女詩人涉及太多性愛和情慾題材的描寫，仍然是社會標準難以接受的，即使在新時代的角度去理解，很多文學評論家仍然用較為慎重的態度評論她作品中的意象，例如略而不談，或用同情的態度給一些模糊的評語。不少研究者在肯定胡詩藝術手法和反封建意識的同時，往往諱言一些違反傳統倫理的內容，其實這是忽略了不同讀者與文本的互動，以致陷入胡詩既可以使人聯想到淫與俗，又可以令讀者不感到淫與俗的矛盾中。而現在一些學者亦認為她作品中某些較為露骨的性描寫是損害作品藝術價值的「穢筆」。
其實淫俗與否的問題並不存在矛盾，而是在於判斷標準的不同，而非互相推翻，而「雙關語」的評論向來是胡春香研究中最為矚目的一點。當代越南詩人兼研究者春耀認為胡詩的「雙關語」並非淫或俗，而是以性愛題材和民間俗語去諷刺當時社會生活和現象，並表現出一種叛逆的態度。以女性主義文學批評的角度看，使用雙關語是女性在父權社會裡奪回性愛發言權的唯一方式，而胡春香就是運用父權社會中男性知識分子慣用的「武器」去挑戰和對抗他們，敢於反叛固有的禁制與忌諱，以自己的智慧去譴責當時社會的偽善與荒謬，以不凡的才智去用暗示、隱喻來避開社會禁忌，以詩篇為女性的自由發聲。此外，一些人如越南學者阮德平（Nguyễn Ðức Bình）在《文藝》（Văn Nghệ）月刊第62期所言，胡春香不僅是一位女性主義者，而且是一個有勇氣對抗一個充滿妖邪之社會的女性。

### 被認為是雅俗共賞的作品
約翰·巴拉班認為胡詩融合了高雅文学的传统和早期的街头语言，他在《關於胡春香》（About Ho Xuan Huong）一文中，指出她以代表越南庶民階層的喃字寫作比使用代表士宦階層的漢文更能代表民間的聲音。他認為胡春香的詩雅俗共賞，有如同時寫兩首詩分別給位處社會下層的庶民階層及位處社會上層的士宦階層：庶民階層從詩中看到民歌、諺語和鄉土常識的影子；崇尚漢文化的士宦階層也與她以詩唱和，豐富了她的語言藝術技巧，亦為她提供保護。她在詩中表現之豐富的語言技巧、俏皮幽默的方式、富民族色彩的本土語調、精神上的渴望、對愛情的強烈渴求、以及對社會腐敗的憤慨都增強了。甚至覺得她如此大膽地對封建制度表示蔑視、不屑和諷刺而沒有受到嚴懲，並且能在這樣的社會環境下生存，是由於越南人重視詩的傳統，讓她能用卓越的詩歌藝術技巧來以詩代言，毫不忌諱地說出心底話。

### 流露出反封建制度的想法及女權意識
胡詩無論是雙關語還是稽古用典，都让人真切地感受到她对世俗社会和封建名教礼法的厌弃和对黑暗的叛逆、反抗與嘲弄，以及對愛情的嚮往，令不少讀者產生共鳴。在主流意識的評論中，不少學者均同意胡春香的詩具有反封建意識。
胡春香是越南文學史上一個獨特的而寂寞的聲音，她以一石激起千層浪勇氣和膽量去挑戰陳腐思想，引起當時越南社會共鳴。當其他學者獨善其身、沉醉自然或緬於醇醴的時候，胡春香卻獨自以歡快的情緒，用她的詩去對當時充滿不公的越南社會作出反叛的控訴，表達出女性的憤慨。而美國詩人亨利·米勒為美國女作家艾瑞卡·瓊（Erica Jong）在1973年出版的小說《怕飛》撰寫的序中說：「她寫作像男人，然而她是個完全女人的女人。在很多方面她都要比很多男作家直接和坦白。」

### 其他
除了認為她的詩淫與俗的批評外，有人指出她的《熏风得梦志与我看因述吟并记》表示不惜以分手作为代价，劝导情人熏风以国家利益为重，不应儿女情长，就認為她是個熱衷功名利祿、追逐荣华富贵的人。但亦有人認為她生活在動盪的時代，除了追求愛情、滿足個體欲望的小人生之外，她更关心国家兴衰，人民疾苦的大人生，並認為她勸情人以國家利益為重是为了夫贵妻荣的看法是流於片面的。

## 相關文化

### 以胡春香命名的事物
- 胡志明市的街道胡春香街
- 大叻市的人工湖春香湖

### 以胡春香為題材的創作
越南畫家黎嵐為胡春香詩繪畫了一系列配圖《胡春香》，並於1976年獲得捷克國際連環畫大賽銅獎。

## 相關聯結
- 越南文學
- 越南史
- 越南古籍

## 外部連結
- 简谈诗人胡春香(Ho Xuan Huong) （页面存档备份，存于）
- 越南文学
- 春香湖與清水餐廳